# Volker Waltmann
Volker Waltmann (* 1968 in Erlangen) ist ein deutscher Maître fromager affineur (Käseveredler). von denen es nur fünf in Deutschland gibt.

## Werdegang
Der Vater von Waltmann machte sich 1968 mit einem Supermarkt selbstständig, ein paar Jahre später mit einem Obst- und Gemüsefachgeschäft. 1983 eröffnete seine Mutter das Fachgeschäft Käseecke.
Volker Waltmann bekam nach der Lehre zum Kaufmann im Einzelhandel 1988 einen Praktikumsplatz bei einem Maître Affineur in Frankreich und wurde dort in die klassische Affinage eingeführt, also das Drehen, Wenden und Bürsten von Käse. Dann reiste er dreieinhalb Jahre zu Käseveredlern in verschiedene französische Regionen.
1993 unterstützte er eine Kampagne des frankophilen TV-Journalisten Ulrich Wickert; als der EU-Binnenmarkt die Zukunft des Rohmilchkäses in Frage stellte, wollte Wickert für diese Delikatesse werben und wählte dafür Volker Waltmann.
2000 übernahm er das Käsefachgeschäft und den 200 Quadratmeter großen Reifekeller; dieser bietet fast 100-prozentige Luftfeuchtigkeit und dauerhaft neun Grad Celsius Temperatur. Er spezialisierte sich darauf, aus jedem Käse etwas Neues zu schaffen, unter Verwendung von beispielsweise alkoholischen Getränken, Schokolade und Früchten. Inzwischen bietet er 260 Käsesorten an. Er verschickt jährlich 200 Tonnen verfeinerten Rohmilchkäse.
Seine Rohmilchkäse kommen zu 80 % aus Frankreich, meist von kleinbäuerlichen Betrieben, der Rest aus Spanien, Italien und Deutschland. Zu seinem Kunden gehören Sven Elverfeld, Christian Jürgens und Clemens Rambichler.

## Publikation
- Volker Waltmann, Christine Schneider: Affinieren – die Kunst der Käse-Veredelung: Käsespezialitäten pflegen, veredeln und genießen. Ulmer Eugen Verlag, 2019, ISBN 3-8186-0813-X.